# 克氏新亮麗鯛
克氏新亮麗鯛，為輻鰭魚綱鱸形目隆頭魚亞目慈鯛科的其中一種，被IUCN列為易危保育類動物，分布於非洲坦干伊喀湖流域，為特有種，體長可達13.7公分，棲息在中底質水域，以蠕蟲、昆蟲等為食，生活習性不明，可作為觀賞魚。

## 擴展閱讀
維基物種上的相關：克氏新亮麗鯛